# Diaea ergandros
Diaea ergandros là một loài nhện trong họ Thomisidae.
Loài này thuộc chi Diaea. Diaea ergandros được miêu tả năm 1995 bởi Evans.